# Boissezon
Pour les articles homonymes, voir Boissezon (homonymie).
Boissezon est une commune française située dans le département du Tarn, en région Occitanie. Elle fait partie du parc naturel régional du Haut-Languedoc. Sur le plan historique et culturel, la commune est dans la Montagne Noire, un massif montagneux constituant le rebord méridional du Massif central.
Exposée à un climat océanique altéré, elle est drainée par la Durenque, la Durencuse, le Ruisseau d'Issalès, le ruisseau de Rieugrand, le ruisseau du Bouyssou, le ruisseau du Doul et par divers autres petits cours d'eau. Incluse dans le parc naturel régional du Haut-Languedoc, la commune possède un patrimoine naturel remarquable composé de trois zones naturelles d'intérêt écologique, faunistique et floristique.
Boissezon est une commune rurale qui compte 392 habitants en 2022, après avoir connu un pic de population de 3 369 habitants en 1831. Elle fait partie de l'aire d'attraction de Castres. Ses habitants sont appelés les Boissezonnais ou  Boissezonnaises.

## Géographie

### Communes limitrophes
Les communes limitrophes sont Cambounès, Noailhac, Pont-de-Larn, Le Rialet et Saint-Salvy-de-la-Balme.
|          | Saint-Salvy-de-la-Balme |           |
| Noailhac | Boissezon               | Cambounès |
|          | Pont-de-Larn            | Le Rialet |

### Voies de communication et transports
La commune est desservie par la ligne 106 du réseau urbain Libellus.

### Hydrographie
La commune est dans le bassin de la Garonne, au sein du bassin hydrographique Adour-Garonne. Elle est drainée par la Durenque, la Durencuse, le ruisseau d'Issalès, le ruisseau du Bouyssou, le ruisseau du Doul, un bras de la Durenque, la Durencuse, le ruisseau de la Blazié, le ruisseau de la Font de Rieutran, le ruisseau de Puech du Fau, le ruisseau de Puech-Pitou, le ruisseau de Rivaillou et par divers petits cours d'eau, qui constituent un réseau hydrographique de 34 km de longueur totale,.
La Durenque, d'une longueur totale de 31,5 km, prend sa source dans la commune du Bez et s'écoule d'est en ouest. Elle traverse la commune et se jette dans l'Agout à Castres, après avoir traversé 8 communes.
La Durencuse, d'une longueur totale de 17,7 km, prend sa source dans la commune du Bez et s'écoule d'est en ouest. Elle traverse la commune et se jette dans la Durenquesur le territoire communal, après avoir traversé 5 communes.
Le ruisseau d'Issalès, d'une longueur totale de 10,5 km, prend sa source dans la commune et s'écoule du nord-est au sud-ouest. Il se jette dans le Thoré à Pont-de-Larn.

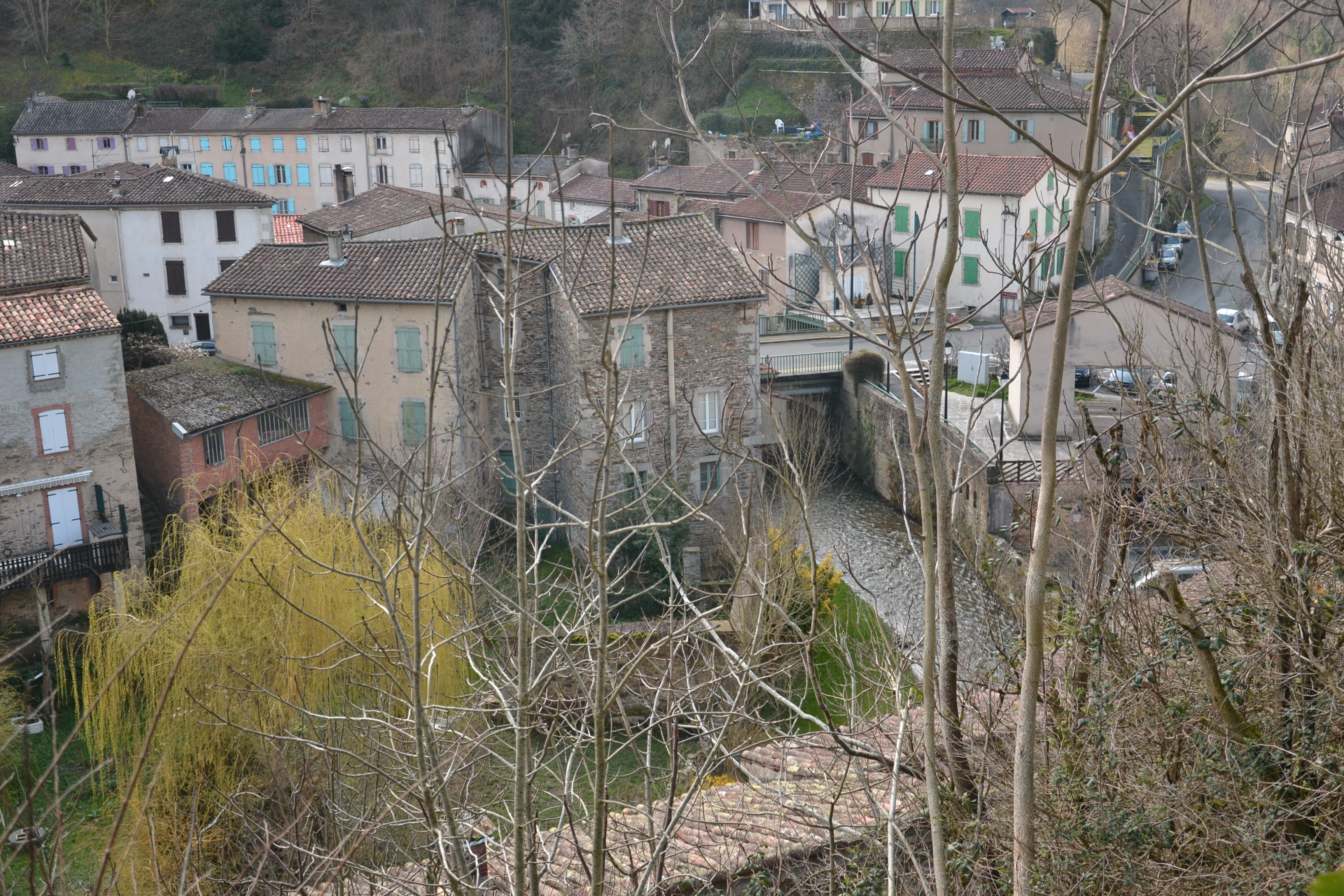
La durenque depuis l'église
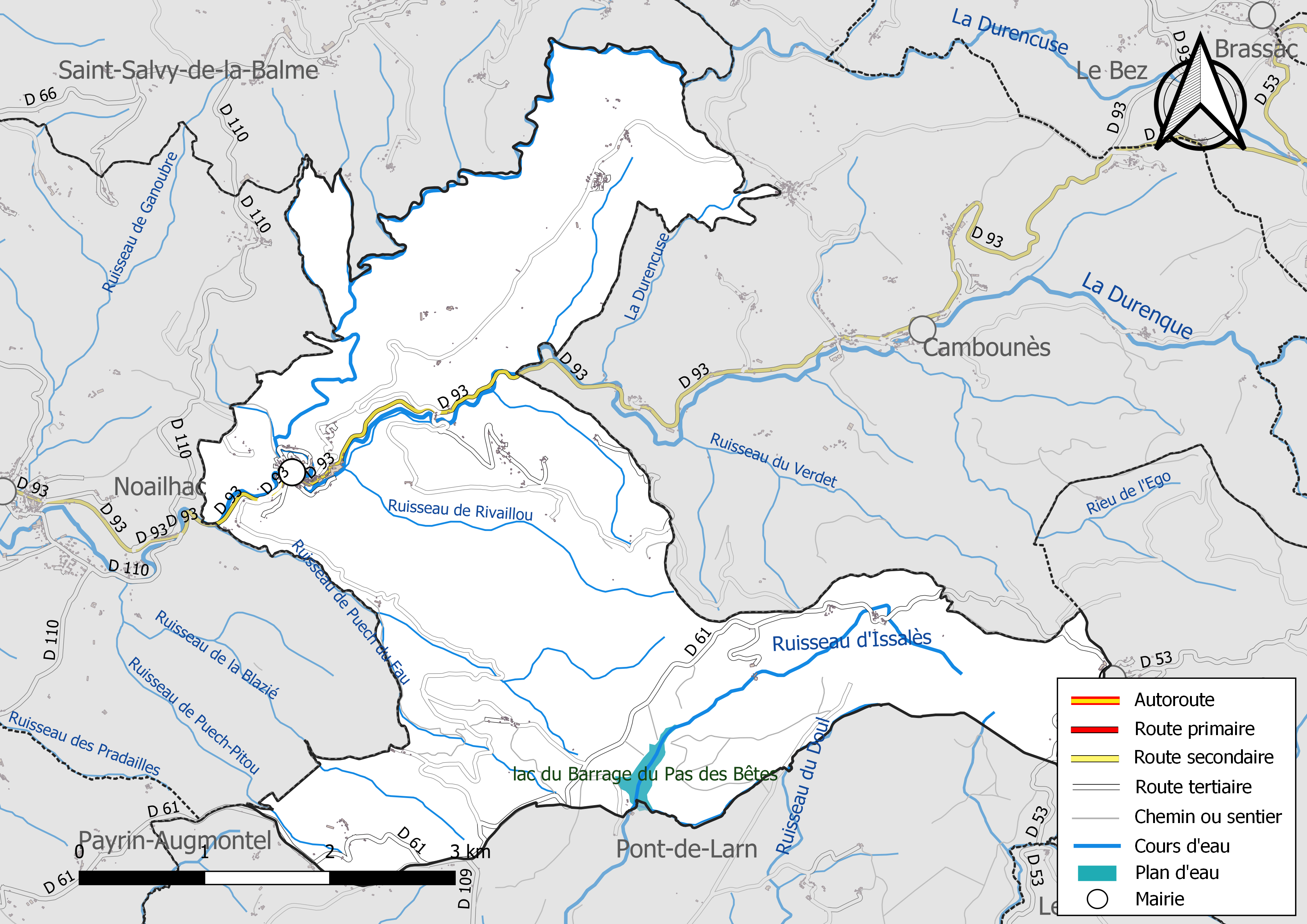
Réseaux hydrographique et routier de Boissezon.

### Climat
Pour des articles plus généraux, voir Climat de l'Occitanie et Climat du Tarn.
En 2010, le climat de la commune est de type climat méditerranéen altéré, selon une étude du Centre national de la recherche scientifique s'appuyant sur une série de données couvrant la période 1971-2000. En 2020, Météo-France publie une typologie des climats de la France métropolitaine dans laquelle la commune est exposée à un climat océanique altéré et est dans la région climatique Aquitaine, Gascogne, caractérisée par une pluviométrie abondante au printemps, modérée en automne, un faible ensoleillement au printemps, un été chaud (19,5 °C), des vents faibles, des brouillards fréquents en automne et en hiver et des orages fréquents en été (15 à 20 jours).
Pour la période 1971-2000, la température annuelle moyenne est de 12,7 °C, avec une amplitude thermique annuelle de 16,3 °C. Le cumul annuel moyen de précipitations est de 972 mm, avec 10,2 jours de précipitations en janvier et 5,8 jours en juillet. Pour la période 1991-2020, la température moyenne annuelle observée sur la station météorologique de Météo-France la plus proche, « Mazamet », sur la commune de Mazamet à 9 km à vol d'oiseau, est de 11,4 °C et le cumul annuel moyen de précipitations est de 1 179,1 mm. 
La température maximale relevée sur cette station est de 37,8 °C, atteinte le 26 août 2010 ; la température minimale est de −21,5 °C, atteinte le 16 janvier 1985,,.
Les paramètres climatiques de la commune ont été estimés pour le milieu du siècle (2041-2070) selon différents scénarios d'émission de gaz à effet de serre à partir des nouvelles projections climatiques de référence DRIAS-2020. Ils sont consultables sur un site dédié publié par Météo-France en novembre 2022.

### Milieux naturels et biodiversité

#### Espaces protégés
La protection réglementaire est le mode d’intervention le plus fort pour préserver des espaces naturels remarquables et leur biodiversité associée,.
La commune fait partie du parc naturel régional du Haut-Languedoc, créé en 1973 et d'une superficie de 307 184 ha, qui s'étend sur 118 communes et deux départements. Implanté de part et d’autre de la ligne de partage des eaux entre Océan Atlantique et mer Méditerranée, ce territoire est un véritable balcon dominant les plaines viticoles du Languedoc et les étendues céréalières du Lauragais,

#### Zones naturelles d'intérêt écologique, faunistique et floristique

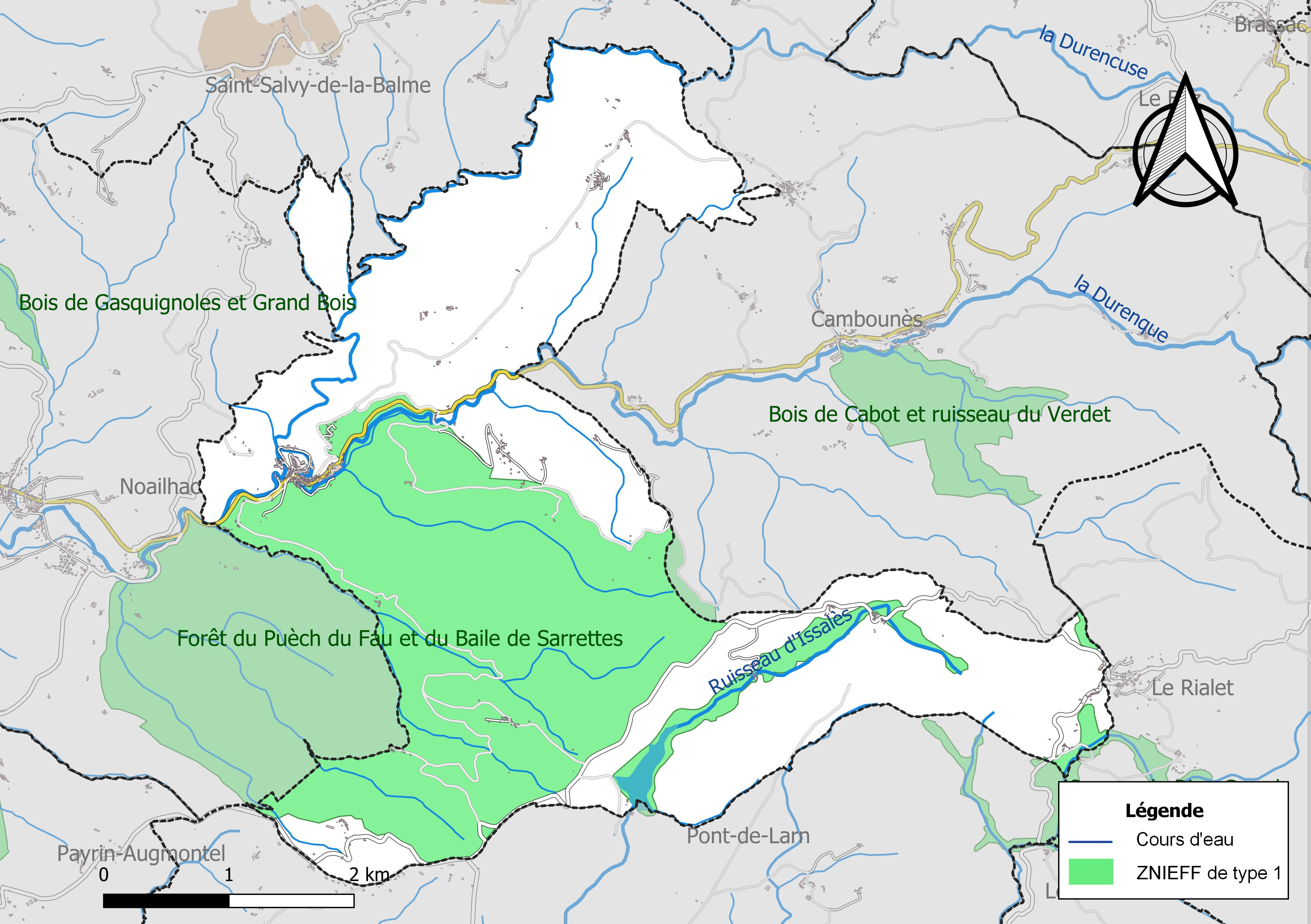
Carte des ZNIEFF de type 1 localisées sur la commune.

L’inventaire des zones naturelles d'intérêt écologique, faunistique et floristique (ZNIEFF) a pour objectif de réaliser une couverture des zones les plus intéressantes sur le plan écologique, essentiellement dans la perspective d’améliorer la connaissance du patrimoine naturel national et de fournir aux différents décideurs un outil d’aide à la prise en compte de l’environnement dans l’aménagement du territoire.
Trois ZNIEFF de type 1 sont recensées sur la commune :
- la « forêt du puech du Fau et du Baile de Sarrettes » (1 110 ha), couvrant 3 communes du département[19] ;
- les « sagnes du Pas des bêtes » (56 ha), couvrant 2 communes du département[20] ;
- les « sagnes du Rieu Grand » (54 ha), couvrant 4 communes du département[21] ;

## Urbanisme

### Typologie
Au 1er janvier 2024, Boissezon est catégorisée commune rurale à habitat dispersé, selon la nouvelle grille communale de densité à sept niveaux définie par l'Insee en 2022.
Elle est située hors unité urbaine. Par ailleurs la commune fait partie de l'aire d'attraction de Castres, dont elle est une commune de la couronne,. Cette aire, qui regroupe 55 communes, est catégorisée dans les aires de 50 000 à moins de 200 000 habitants,.

### Occupation des sols
L'occupation des sols de la commune, telle qu'elle ressort de la base de données européenne d’occupation biophysique des sols Corine Land Cover (CLC), est marquée par l'importance des forêts et milieux semi-naturels (71,9 % en 2018), en diminution par rapport à 1990 (76,1 %). La répartition détaillée en 2018 est la suivante : 
forêts (70,7 %), prairies (16,7 %), zones agricoles hétérogènes (11,3 %), milieux à végétation arbustive et/ou herbacée (1,2 %). L'évolution de l’occupation des sols de la commune et de ses infrastructures peut être observée sur les différentes représentations cartographiques du territoire : la carte de Cassini (XVIIIe siècle), la carte d'état-major (1820-1866) et les cartes ou photos aériennes de l'IGN pour la période actuelle (1950 à aujourd'hui).

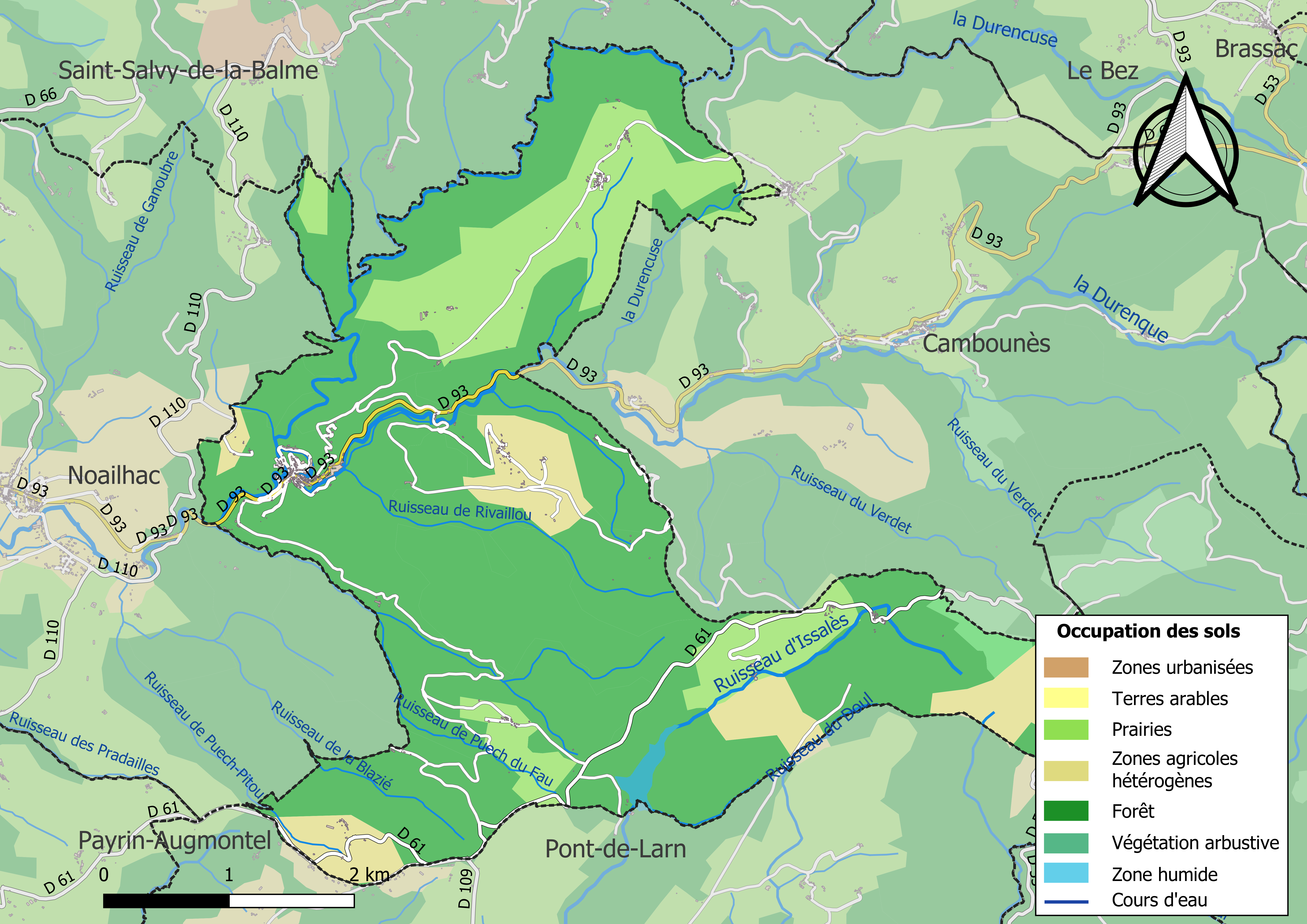
Carte des infrastructures et de l'occupation des sols de la commune en 2018 (CLC).

### Risques majeurs
Le territoire de la commune de Boissezon est vulnérable à différents aléas naturels : météorologiques (tempête, orage, neige, grand froid, canicule ou sécheresse), inondations, feux de forêts, mouvements de terrains et séisme (sismicité très faible). Il est également exposé à un risque technologique, le transport de matières dangereuses, et à un risque particulier : le risque de radon. Un site publié par le BRGM permet d'évaluer simplement et rapidement les risques d'un bien localisé soit par son adresse soit par le numéro de sa parcelle.

#### Risques naturels
Certaines parties du territoire communal sont susceptibles d’être affectées par le risque d’inondation par débordement de cours d'eau, notamment la Durenque, la Durencuse et le ruisseau d'Issalès. La cartographie des zones inondables en ex-Midi-Pyrénées réalisée dans le cadre du XIe Contrat de plan État-région, visant à informer les citoyens et les décideurs sur le risque d’inondation, est accessible sur le site de la DREAL Occitanie. La commune a été reconnue en état de catastrophe naturelle au titre des dommages causés par les inondations et coulées de boue survenues en 1982, 1992, 1999, 2012 et 2020,.
Boissezon est exposée au risque de feu de forêt du fait de la présence sur son territoire. En 2022, il n'existe pas de Plan de Prévention des Risques incendie de forêt (PPRif). Le débroussaillement aux abords des maisons constitue l’une des meilleures protections pour les particuliers contre le feu,.

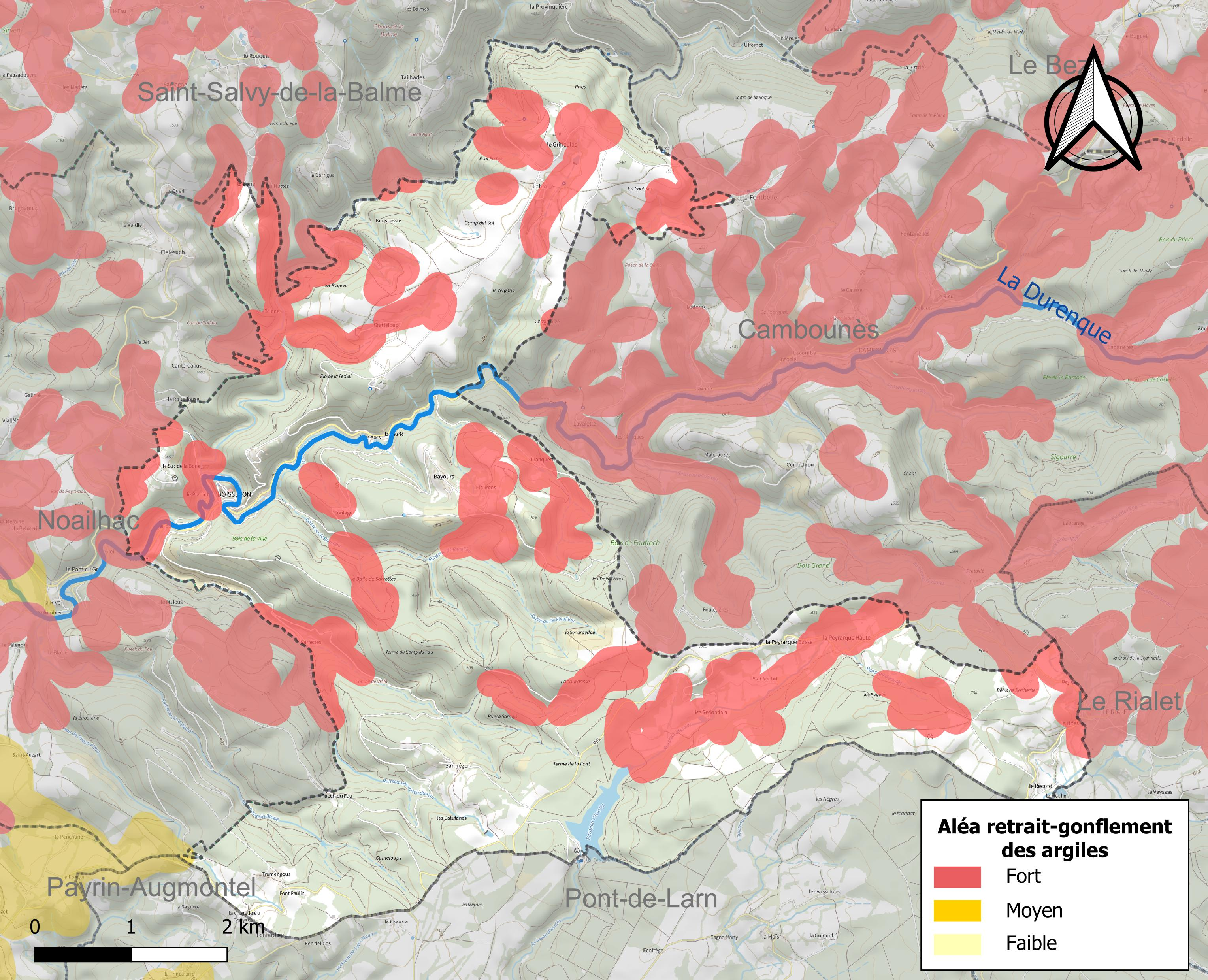
Carte des zones d'aléa retrait-gonflement des sols argileux de Boissezon.

La commune est vulnérable au risque de mouvements de terrains constitué principalement du retrait-gonflement des sols argileux. Cet aléa est susceptible d'engendrer des dommages importants aux bâtiments en cas d’alternance de périodes de sécheresse et de pluie. 28,1 % de la superficie communale est en aléa moyen ou fort (76,3 % au niveau départemental et 48,5 % au niveau national). Sur les 247 bâtiments dénombrés sur la commune en 2019, 91 sont en aléa moyen ou fort, soit 37 %, à comparer aux 90 % au niveau départemental et 54 % au niveau national. Une cartographie de l'exposition du territoire national au retrait gonflement des sols argileux est disponible sur le site du BRGM,.
Par ailleurs, afin de mieux appréhender le risque d’affaissement de terrain, l'inventaire national des cavités souterraines permet de localiser celles situées sur la commune.

#### Risques technologiques
Le risque de transport de matières dangereuses sur la commune est lié à sa traversée par des infrastructures routières ou ferroviaires importantes ou la présence d'une canalisation de transport d'hydrocarbures. Un accident se produisant sur de telles infrastructures est susceptible d’avoir des effets graves sur les biens, les personnes ou l'environnement, selon la nature du matériau transporté. Des dispositions d’urbanisme peuvent être préconisées en conséquence.

#### Risque particulier
Dans plusieurs parties du territoire national, le radon, accumulé dans certains logements ou autres locaux, peut constituer une source significative d’exposition de la population aux rayonnements ionisants. Certaines communes du département sont concernées par le risque radon à un niveau plus ou moins élevé. Selon la classification de 2018, la commune de Boissezon est classée en zone 3, à savoir zone à potentiel radon significatif.

## Toponymie
Le nom de la localité est attesté sous les formes Buxadono en 1069, Boxazonem en 1112, de Boissado en 1165.
D'après Ernest Nègre, son nom serait issu du latin Buxus, signifiant « ensemble de buis ». Mais Boissezon ne vient ni de *Buxadunum, ni de *buxetone, qui auraient abouti à *Boisseau et à *Boissedon.

## Histoire
- À l'époque médiévale, Trencavel, vicomte d'Albi, construit un château à l'emplacement de l'église actuelle.
- À la fin du XIIe siècle, les Boissezon, châtelains de Lombers, sont des seigneurs importants de la région. Alazaïs de Boissezon, femme de Bernard de Boissezon, est célébrée par le troubadour Raimon de Miraval. Sur la foi de celui-ci, le roi Pierre d'Aragon se serait épris de la beauté d'Alazaïs et serait venu lui faire la cour.
- En 1280, Jean de Montfort donne la seigneurie de Boissezon aux Burlats.
- À l'époque moderne, Boissezon est désigné sous le vocable Boissezon d'Augmontel, pour le distinguer de Boissezon de Matviel, actuelle commune de Murat-sur-Vèbre.
- Lors de conflits du XVIe siècle, le château est occupé successivement par les troupes protestantes du duc de Rohan, et les troupes catholiques du duc de Montmorency. Il est finalement rasé par le Vicomte de Paulin, à l'exception de la tour du guetteur conservée jusqu'à nos jours.
- Pierre Borel décrit au XVIIe siècle une nymphe vivant aux environs de Boissezon, vêtue d'une robe plissée, avec des pieds et des bras très longs, rencontrée par un dénommé Séve qui, une fois arrivé à Boissezon, raconta son aventure aux habitants. Une légende locale mentionne la Salimonde, belle femme aux longs cheveux, qui n'apparaissait qu'à la Chandeleur, mangeant une pomme si la récolte de l'année allait être bonne.
- En 1714, la marquise de Saint-Chamond, héritière de Louis de Cardaillac, vend sa part de la seigneurie de Boissezon à noble Barbara de La Belotterie.
- En 1768, Boissezon est victime d'une inondation.
- En 1789, Boissezon appartient à la sénéchaussée et au diocèse de Castres.
- En 1792, lors du recrutement des bataillons de volontaires du Tarn, Boissezon est tenu de fournir 25 volontaires.
- En 1790 est créée la municipalité de Boissezon d'Augmontel, chef-lieu de canton comprenant les communes d'Augmontel, Boissezon d'Augmontel, Cambounès, Saint-Julien de Gaïx (aujourd'd'hui Lagarrigue) et Valdurenque.
- Le 20 mars 1830, la section de Payrin-haut, enclave de Boissezon, est réunie à la commune d'Augmontel.
- Le 12 juin 1833, une ordonnance redélimite les communes de Boissezon et de Castres.
- Le 22 juin 1889, la commune de Boissezon est diminuée de la paroisse de Saint-Salvy-de-la-Balme, érigée en commune.
- le 14 mars 1928, malgré un avis défavorable du Conseil d'État, la commune est à nouveau diminuée de la paroisse de Noailhac, à son tour érigée en commune.
- Le 3 juillet 1973, la commune de Boissezon est rattachée au canton de Mazamet-Nord-Est.

## Démographie

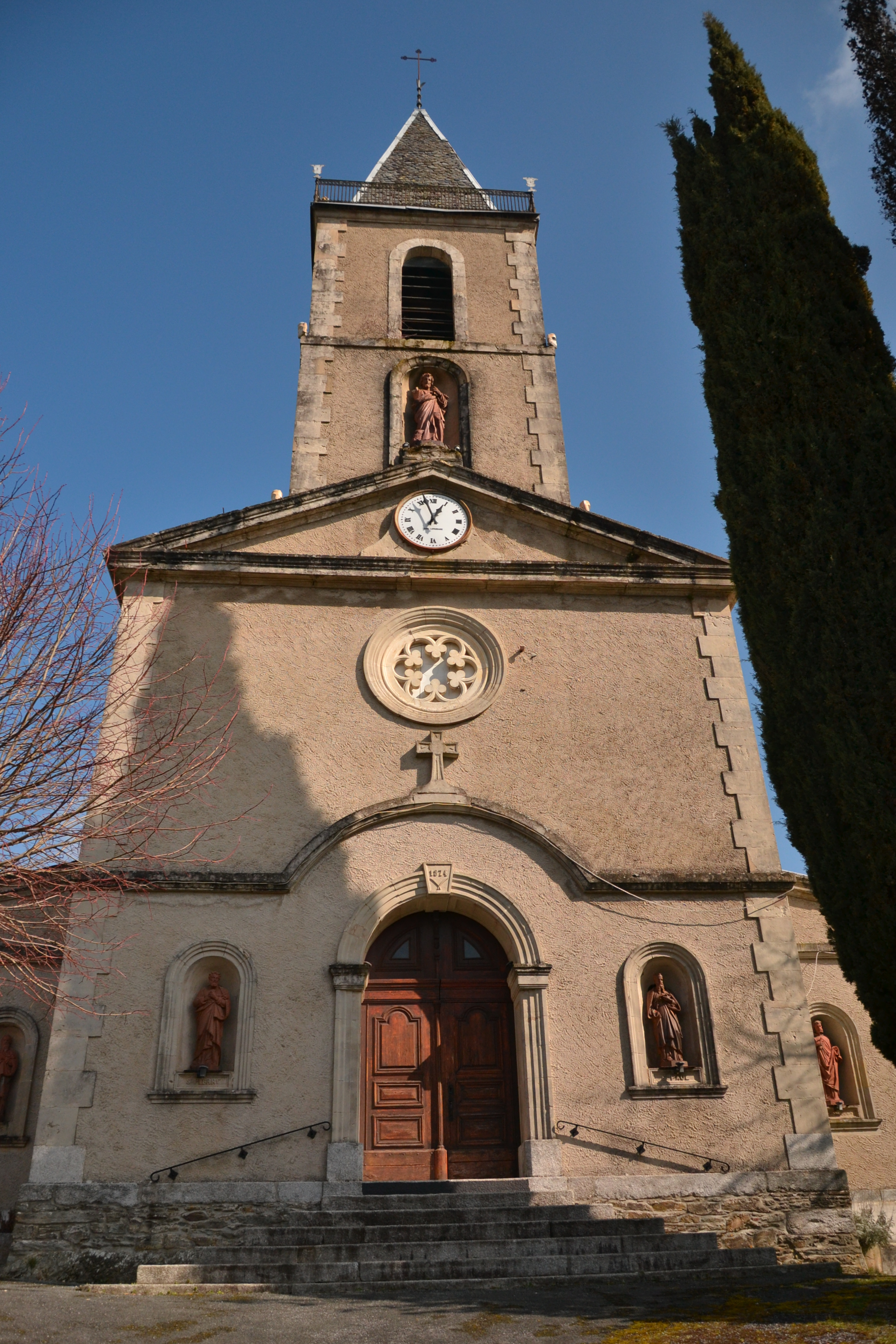
L'église Saint-Jean-Baptiste

| 1793  | 1800  | 1806  | 1821  | 1831  | 1836  | 1841  | 1846  | 1851  |
| ----- | ----- | ----- | ----- | ----- | ----- | ----- | ----- | ----- |
| 3 009 | 2 497 | 2 862 | 3 369 | 3 369 | 2 994 | 2 945 | 2 980 | 3 063 |

| 1856  | 1861  | 1866  | 1872  | 1876  | 1881  | 1886  | 1891  | 1896  |
| ----- | ----- | ----- | ----- | ----- | ----- | ----- | ----- | ----- |
| 2 637 | 2 707 | 2 710 | 2 727 | 2 845 | 2 832 | 2 847 | 1 935 | 1 962 |

| 1901  | 1906  | 1911  | 1921  | 1926  | 1931 | 1936 | 1946 | 1954 |
| ----- | ----- | ----- | ----- | ----- | ---- | ---- | ---- | ---- |
| 1 841 | 1 913 | 1 766 | 1 527 | 1 513 | 761  | 777  | 702  | 757  |

| 1962 | 1968 | 1975 | 1982 | 1990 | 1999 | 2006 | 2007 | 2012 |
| ---- | ---- | ---- | ---- | ---- | ---- | ---- | ---- | ---- |
| 707  | 633  | 572  | 509  | 398  | 390  | 385  | 384  | 403  |

| 2017 | 2022 | - | - | - | - | - | - | - |
| ---- | ---- | - | - | - | - | - | - | - |
| 397  | 392  | - | - | - | - | - | - | - |

## Économie

### Revenus
En 2018, la commune compte 198 ménages fiscaux, regroupant 395 personnes. La médiane du revenu disponible par unité de consommation est de 17 260 € (20 400 € dans le département).

### Emploi
|                | 2008  | 2013   | 2018   |
| -------------- | ----- | ------ | ------ |
| Commune        | 6,6 % | 10,1 % | 11,9 % |
| Département    | 8,2 % | 9,9 %  | 10 %   |
| France entière | 8,3 % | 10 %   | 10 %   |

En 2018, la population âgée de 15 à 64 ans s'élève à 227 personnes, parmi lesquelles on compte 74,2 % d'actifs (62,3 % ayant un emploi et 11,9 % de chômeurs) et 25,8 % d'inactifs,. En  2018, le taux de chômage communal (au sens du recensement) des 15-64 ans est supérieur à celui du département et de la France, alors qu'en 2008 la situation était inverse.
La commune fait partie de la couronne de l'aire d'attraction de Castres, du fait qu'au moins 15 % des actifs travaillent dans le pôle,. Elle compte 54 emplois en 2018, contre 71 en 2013 et 69 en 2008. Le nombre d'actifs ayant un emploi résidant dans la commune est de 143, soit un indicateur de concentration d'emploi de 38 % et un taux d'activité parmi les 15 ans ou plus de 51 %.
Sur ces 143 actifs de 15 ans ou plus ayant un emploi, 35 travaillent dans la commune, soit 24 % des habitants. Pour se rendre au travail, 83,6 % des habitants utilisent un véhicule personnel ou de fonction à quatre roues, 1,4 % les transports en commun, 4,1 % s'y rendent en deux-roues, à vélo ou à pied et 10,9 % n'ont pas besoin de transport (travail au domicile).

### Activités hors agriculture
36 établissements sont implantés  à Boissezon au 31 décembre 2019. Le tableau ci-dessous en détaille le nombre par secteur d'activité et compare les ratios avec ceux du département,.
| Secteur d'activité                                                                                        | Commune | Commune | Département |
| Secteur d'activité                                                                                        | Nombre  | %       | %           |
| --- | ------- | ------- | ----------- |
| Ensemble                                                                                                  | 36      |         |             |
| Industrie manufacturière, industries extractives et autres                                                | 9       | 25 %    | (13 %)      |
| Construction                                                                                              | 3       | 8,3 %   | (12,5 %)    |
| Commerce de gros et de détail, transports, hébergement et restauration                                    | 6       | 16,7 %  | (26,7 %)    |
| Activités immobilières                                                                                    | 3       | 8,3 %   | (4,2 %)     |
| Activités spécialisées, scientifiques et techniques et activités de services administratifs et de soutien | 3       | 8,3 %   | (13,8 %)    |
| Administration publique, enseignement, santé humaine et action sociale                                    | 3       | 8,3 %   | (15,5 %)    |
| Autres activités de services                                                                              | 9       | 25 %    | (9 %)       |

Le secteur des autres activités de services est prépondérant sur la commune puisqu'il représente 25 % du nombre total d'établissements de la commune (9 sur les 36 entreprises implantées  à Boissezon), contre 9 % au niveau départemental.

### Agriculture
|               | 1988 | 2000 | 2010 | 2020 |
| ------------- | ---- | ---- | ---- | ---- |
| Exploitations | 24   | 15   | 10   | 8    |
| SAU (ha)      | 412  | 332  | 251  | 451  |

La commune est dans la Montagne Noire, une petite région agricole située dans le sud du département du Tarn. En 2020, l'orientation technico-économique de l'agriculture  sur la commune est la polyculture et/ou le polyélevage. Huit exploitations agricoles ayant leur siège dans la commune sont dénombrées lors du recensement agricole de 2020 (24 en 1988). La superficie agricole utilisée est de 451 ha,,.

## Culture locale et patrimoine

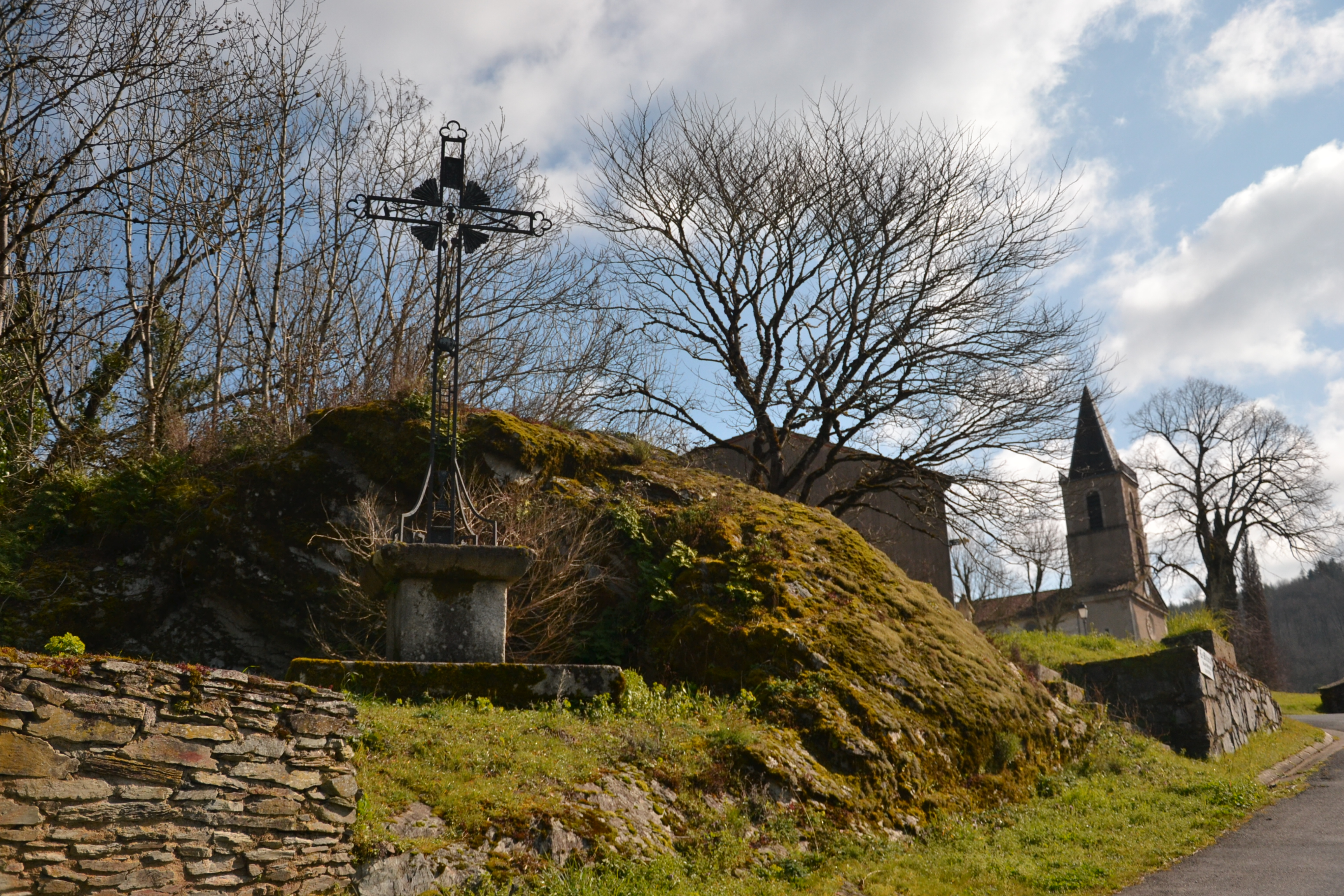
Calvaire près de l’église

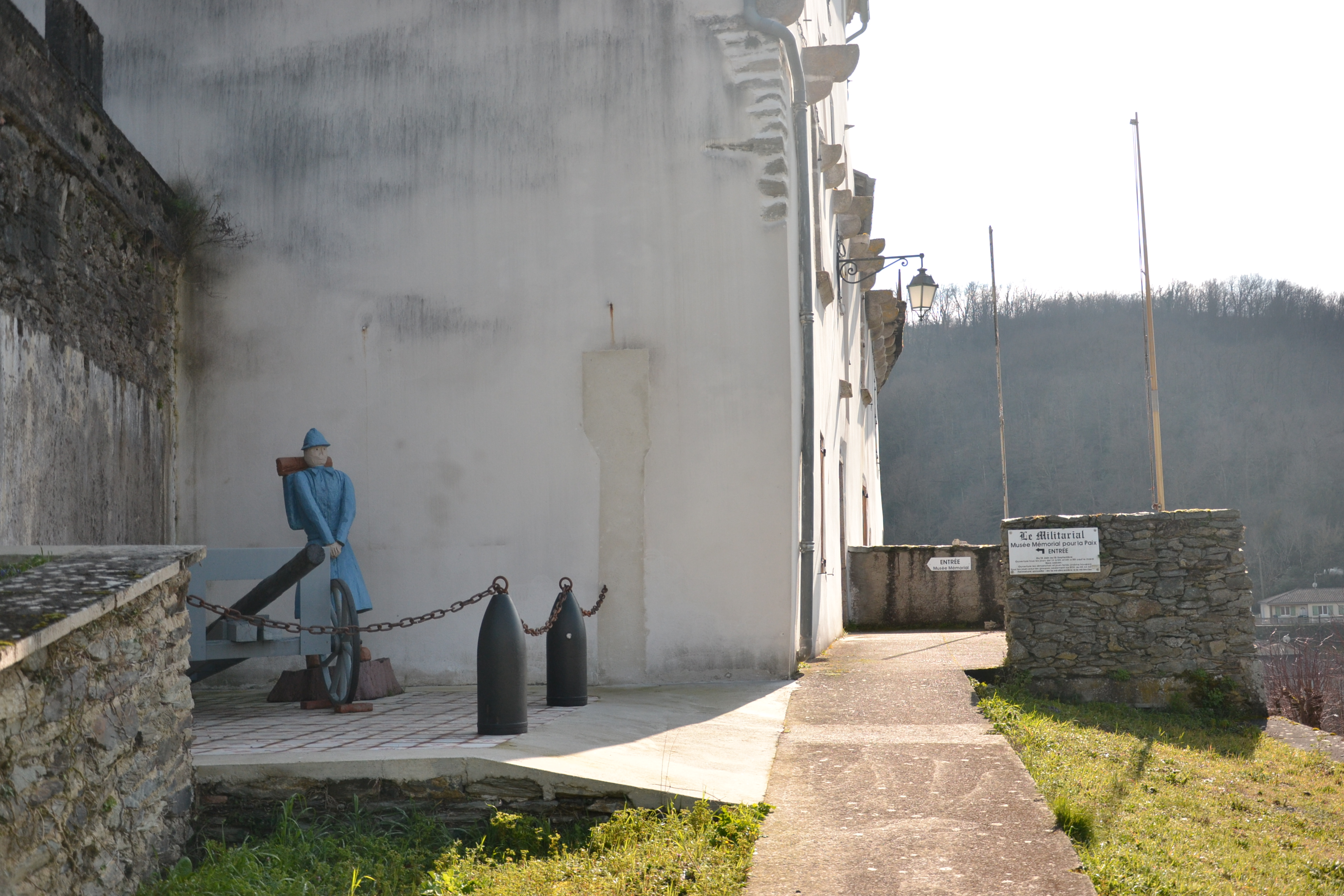
L'entrée du musée du militarial

### Lieux et monuments
- Le militarial, musée-mémorial pour la paix.
- Église Saint-Jean-Baptiste de Boissezon.
- Statue-menhir du Vergnas

### Personnalités liées à la commune
- L'abbé Gustave Farenc, archéologue et écrivain occitan (7 mars 1878 - 11 juin 1972). Auteur d'une Flore occitane du Tarn, publiée par Ernest Nègre, Agen : Cap e cap, Agen, 1973.
- Pierre Bernard, footballeur, né à Boissezon.
- Hervé Larrue (1935-), joueur international de rugby à XV et de à XIII, né à Boissezon.
- Paul Vidal de la Blache (1845-1918), géographe, et son gendre Emmanuel de Martonne (1873-1955), également géographe, sont propriétaires d'une maison dans le hameau Rusquerolles (aujourd'hui Ruscayrolles) situé aujourd'hui dans la commune de Saint-Salvy-de-la-Balme.

### Héraldique
| Boissezon | Son blasonnement est : Palé et contre-palé d'argent et de sable de quatre pièces. |

## Pour approfondir